# Jocelyn Castillo
Jocelyn Carolina Castillo Suárez (* 20. Mai 1991 in Barquisimeto) ist eine venezolanische Wasserspringerin, die im Kunstspringen vom 1-m- und 3-m-Brett und im 3-m-Synchronspringen aktiv ist.
Castillo war mit fünf Jahren erstmals in einem Schwimmverein aktiv, mit acht Jahren wurde ihr Talent für das Wasserspringen entdeckt. Sie trainiert seitdem am Leistungszentrum in ihrer Heimatstadt. Ihre ersten Titelkämpfe bestritt Castillo bei der Juniorenweltmeisterschaft 2006 in Kuala Lumpur, wo sie vom 1-m-Brett Rang sechs belegte. Erste Erfolge im Erwachsenenbereich feierte sie im Jahr 2007. Bei den Panamerikanischen Spielen in Rio de Janeiro wurde sie mit Laurent Pérez im 3-m-Synchronspringen Fünfte, im Einzel vom 3-m-Brett erreichte sie Rang sieben. Sie bestritt in Melbourne ihre erste Weltmeisterschaft, schied vom 1-m- und 3-m-Brett aber jeweils nach dem Vorkampf aus. Ihren bislang sportlich größten Erfolg errang Castillo beim Weltcup 2012 in London. Vom 3-m-Brett erreichte sie das Finale und qualifizierte sich damit für die Olympischen Spiele 2012 an gleicher Stelle.
Castillo studiert in ihrer Heimatstadt Personalmanagement.